# George Henry Moore (tác giả)
George Henry Moore (20 tháng 4 năm 1823 - ngày 05 tháng 5 năm 1892 tại thành phố New York) là một tác giả sử học và thủ thư người Mỹ.

## Tiểu sử
George Henry Moore sinh ngày 20 tháng 4, 1823 ở Concord, New Hampshire. Ông đến sống tại thành phố New York vào năm 1839 và năm 1843 tốt nghiệp tại Đại học New York. Trước khi ra trường, ông có mối quan hệ với tổ chức New-York Historical Society, như một trợ lý của cha ông, Jacob Bailey Moore, một thủ thư, và năm 1849 kế nghiệp vị trí của cha mình. Tại vị trí này ông giữ cho đến tận năm 1872, khi, Thư viện Lenox Library được mở(giờ là một phần của Thư viện Công cộng New York), ông trở thành người điều hành đầu tiên của nó. Ông giữ vị trí này cho đến khi mất vào ngày 5 tháng 5, 1892. Ông thường xuyên viết bài cho các tạp chí sử học và đóng góp cho sự phát triển của tổ chức  historical societies. Đại học New York đã cấp bằng Tiến sĩ danh dự(LL. D). Moore được bầu làm thành viên của tổ chức American Antiquarian Society năm 1880.

## Gia đình
Ông là anh trai của Frank Moore, một nhà báo.

## Tác phẩm
- Sự phản bội của Charles Lee (1858)
- Việc làm của những người tiêu cực trong Quân đội Cách mạng (1862)
- Ghi chú về Lịch sử nô lệ ở Massachusetts (1866)
- Lịch sử khoa học pháp lý của New York (1872)
- Ghi chú về Phù thủy ở Massachusetts (1883, 85)
- Washington là một Angler (1887)

Ông đã viết rất nhiều cuốn sách nhỏ dạng pamphlets. 